# Sphecodes brachycephalus
Sphecodes brachycephalus är en biart som beskrevs av Mitchell 1956. Sphecodes brachycephalus ingår i släktet blodbin, och familjen vägbin. Inga underarter finns listade i Catalogue of Life.

## Bildgalleri

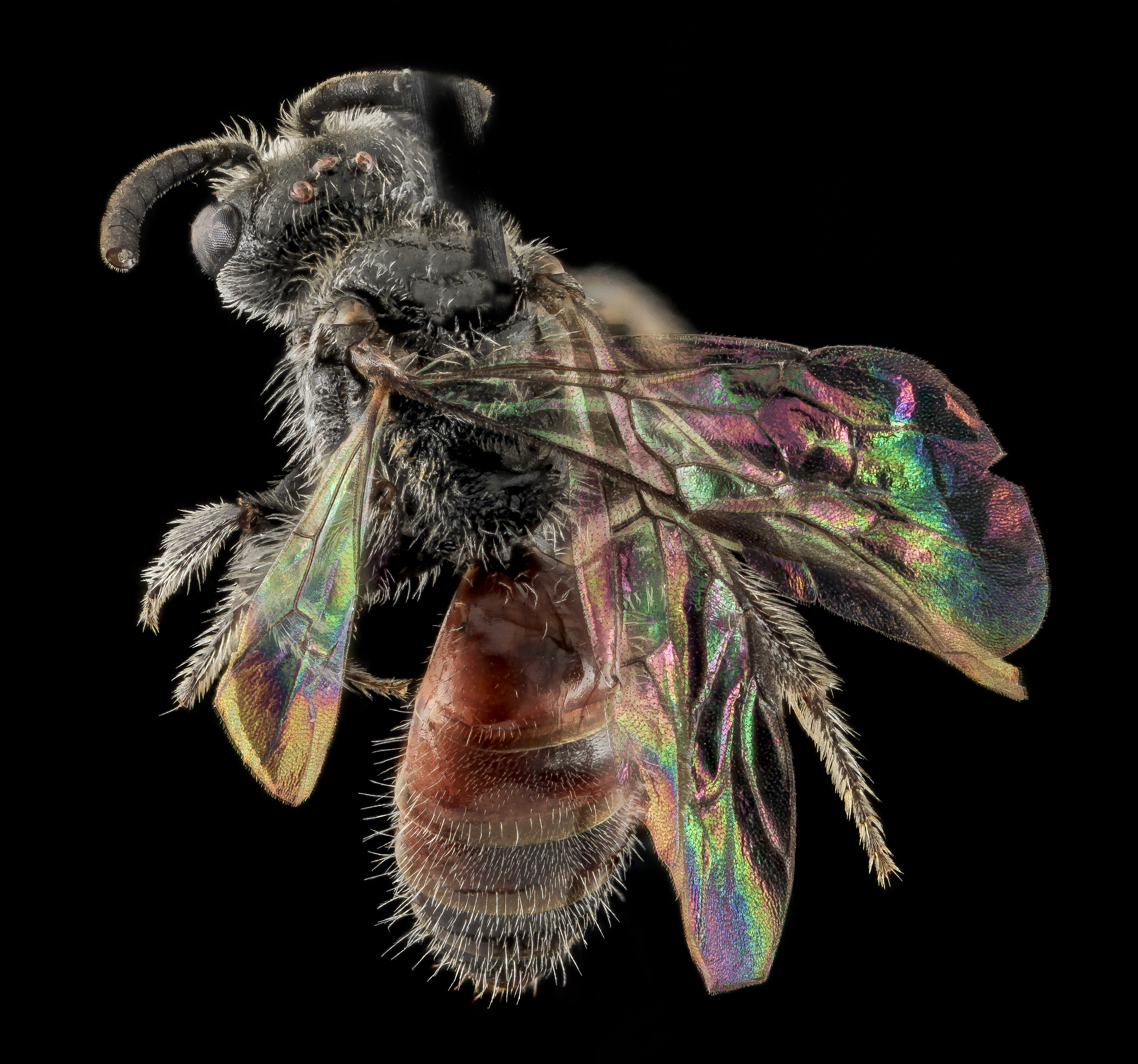
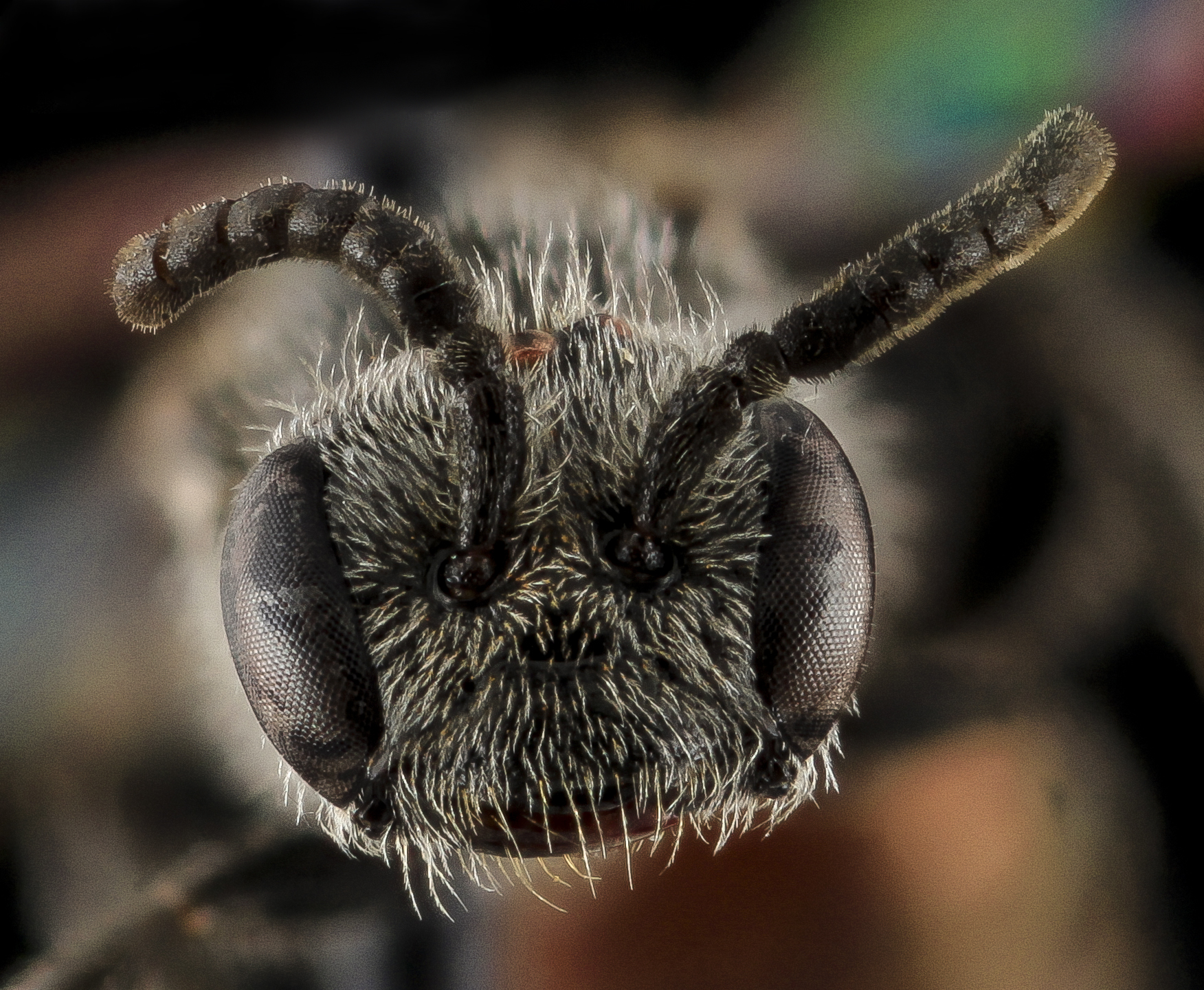